# Olallamys albicauda
Espèce
Synonymes
- Thrinacodus albicauda Günther, 1879

Statut de conservation UICN

 DD  : Données insuffisantes
Olallamys albicauda est une espèce de mammifères rongeurs de la famille des Echimyidae. Elle est localisée en Colombie.
Cette espèce a été décrite pour la première fois en 1879 par le zoologiste britannique d'origine allemande Albert Günther (1830-1914). 